# Beauchamps (Manica)
Beauchamps è un comune francese di 403 abitanti situato nel dipartimento della Manica nella regione della Normandia.
Fa parte del cantone di La Haye-Pesnel, nella circoscrizione (arrondissement) di Avranches.

## Società

### Evoluzione demografica
Abitanti censiti